# Cañón de Añisclo
El cañón de Añisclo o del río Bellos se sitúa en el Pirineo de Huesca, comunidad autónoma de Aragón, España, al sur del macizo de Monte Perdido, discurriendo rectilíneamente en dirección sur durante más de 10 km, desde el Circo de Añisclo a los pies del mismo Monte Perdido, hasta la confluencia con el valle del río Aso.
El cañón de Añisclo forma parte del parque nacional de Ordesa y Monte Perdido, junto con el macizo de Monte Perdido, Valle de Ordesa, las Gargantas de Escuaín y la cabecera del valle de Pineta.
Al norte, el Circo de Añisclo está cerrado por el Collado de Añisclo, entre el Monte Perdido y la Sierra de las Sucas, paso a 2500 metros de altitud que comunica con el Valle de Pineta. Al Oeste, la Sierra Custodia y el Mondicieto separan a este valle del Valle de Ordesa, mientras que al Este, tras otra cresta, se encuentran las Gargantas de Escuaín. 

## Geología

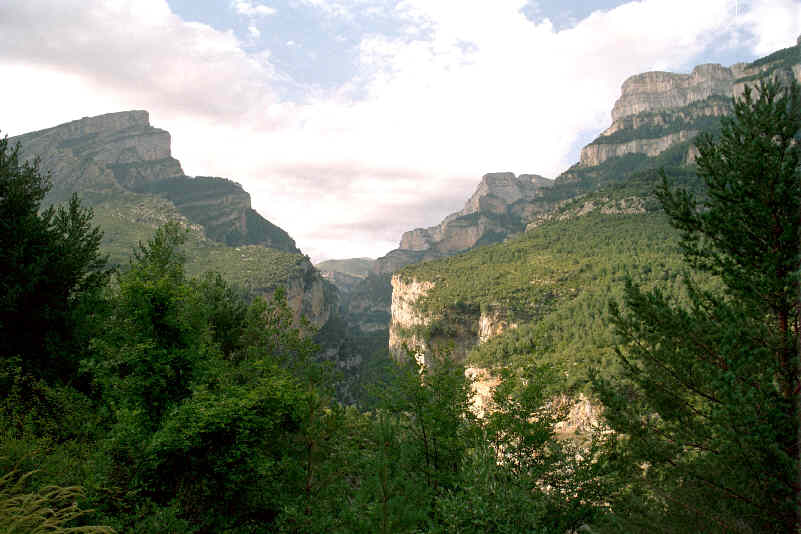
Cañón de Añisclo visto desde la entrada.

Se trata de un impresionante valle, que en su cabecera tiene un circo glaciar, pero que posteriormente se encajona en un profundo cañón, fruto de la acción kárstica del agua del río sobre la roca caliza, en una sucesión de bellos toboganes y cascadas, entre los que hay que reseñar la Fuen Blanca o Fon Blanca, un nacimiento en la pared vertical del Pico de Añisclo (o Soum de Ramond) que se desploma verticalmente sobre el valle. En los sitios en los que el terreno y la altura permiten el crecimiento de vegetación, la gran humedad y la casi permanente sombra del profundo cañón producen tupidos bosques como la Selva Plana.
A la altura de la ermita de San Úrbez, el cañón del Bellos se encajona más si cabe y toma dirección NW-SE hasta la localidad de Escalona.

## Flora y vegetación de Añisclo

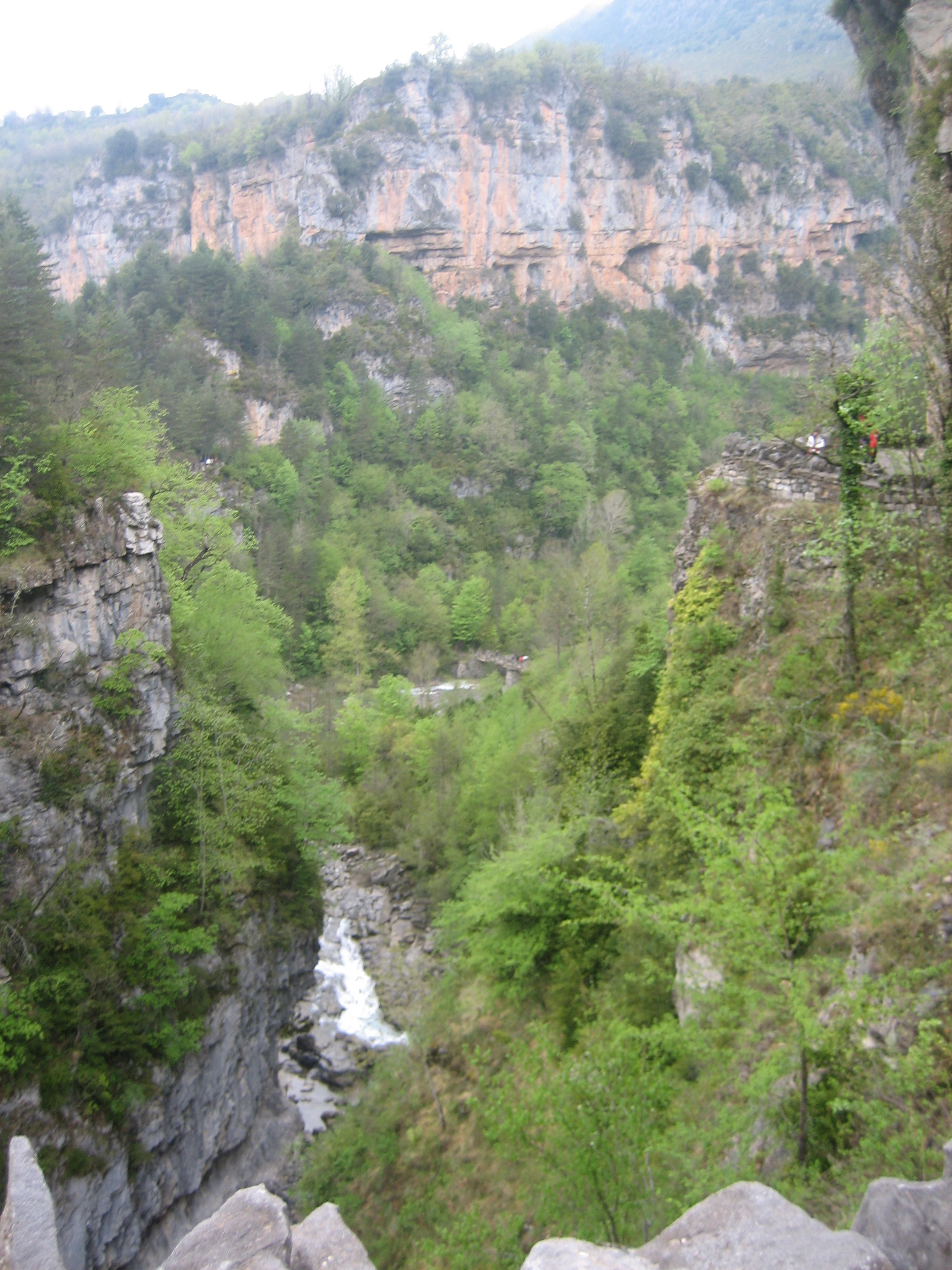
El cañón desde la ermita de Úrbez

El cañón de Añisclo atesora una variada mezcla de elementos biogeográficos debido a su posición geográfica. Por el sur penetra la influencia mediterránea que llega por el valle del río Cinca, representada por los carrascales, con algún retazo de encinar litoral. Mientras que por el norte llega la influencia centroeuropea con los hayedos, pinares y los bosques mixtos del fondo del cañón.
En este lugar como en ningún otro se pueden ver hermosos ejemplos de atactofitia, es decir, lugares donde se tocan especies de flora de lugares y ambientes muy diferentes. 
Otra singularidad de este espacio es la presencia continuada de fenómenos de inversión térmica que dan lugar a una inversión de los pisos de vegetación, de forma que las formaciones más secas y frioleras (carrascales) se localizan en las zonas más altas, mientras que hayedos y bosques mixtos se acantonan en el fondo del barranco.
El bosque mixto se localiza en el fondo del valle entre 950 y 1200 m s. n. m., haciéndose más raro a partir de la ermita de San Úrbez y desapareciendo por completo, sustituido por hayedos salpicados por algunos abetos, tras el estrechamiento que antecede a la zona conocida como selva plana, inmediata a la Ripareta. En sus composición entran especies eurosiberianas caducifolias como Tilia platyphyllos, Fraxinus excelsior, Betula pendula, Fagus sylvatica, Sorbus aria, Sorbus aucuparia, Sorbus torminalis, Corylus avellana etc., junto a otras submediterráneas como Acer opalus, Acer monspessulanum, Humulus lupulus, Coronilla emerus, Quercus humilis, Amelanchier ovalis , Cytisus sessilifolius, Arbutus unedo, Viburnum lantana, Arctostaphylos uva-ursi o Celtis australis, y algunas eumediterráneas como Vitis vinifera, Jasminum fruticans, Phillyrea angustifolia, Aphyllanthes monspeliensis, Salvia rosmarinus, Juniperus phoenicea, Quercus ilex subsp. ballota, Ruscus aculeatus etc.
Debemos señalar que sus empinadas paredes, muchas veces extraplomadas, albergan las mejores poblaciones de dos de las plantas más curiosas de este lugar. Se trata de dos endemismos del Pirineo central: Petrocoptis crassifolia y una planta carnívora, Pinguicula longifolia.

## Aviso al turista

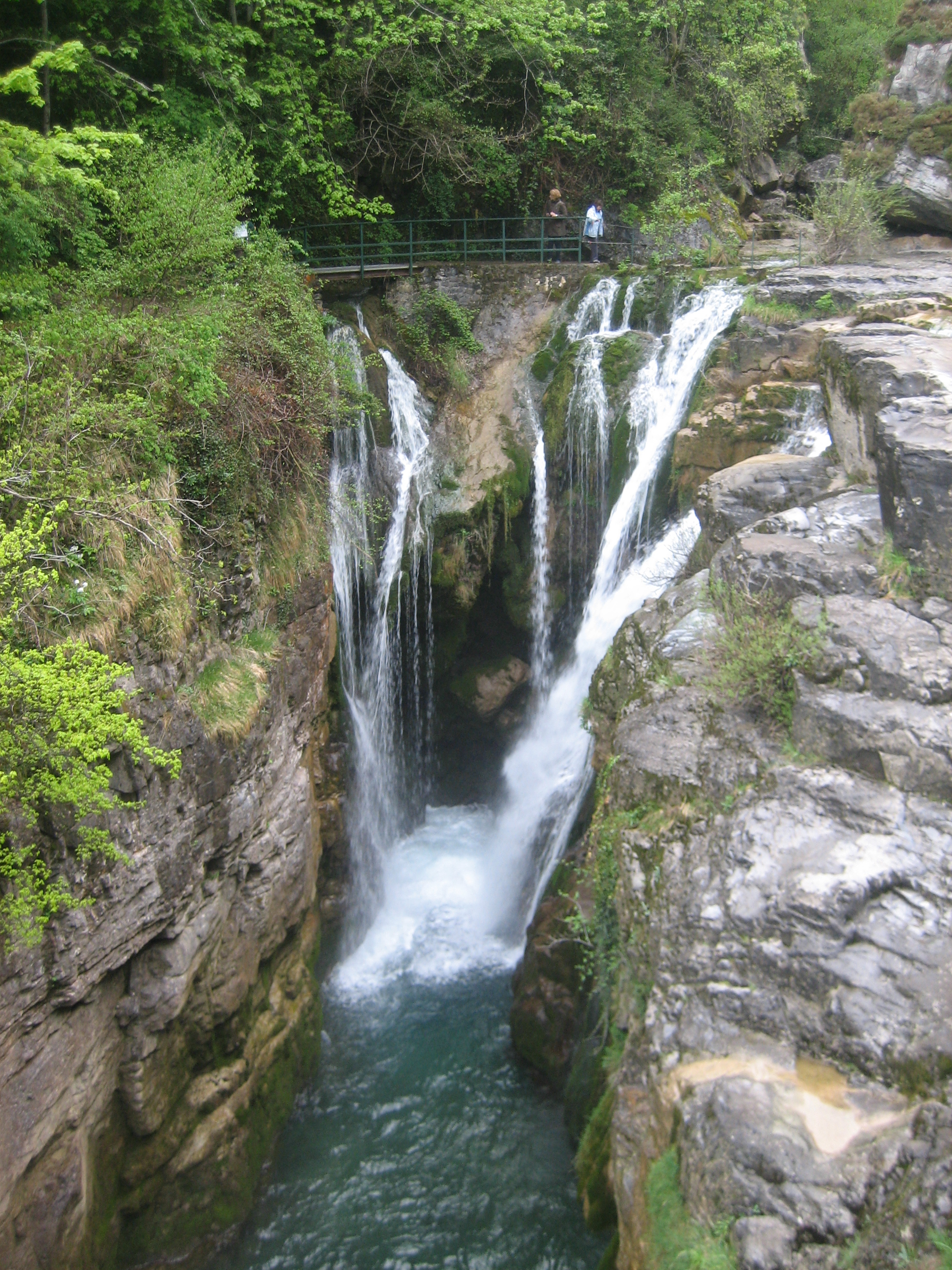
Vista del cañón a la altura de la ermita de San Úrbez

Por lo complicado de su orografía y escarpado del terreno, no es aconsejable su visita más que a final de primavera, una vez terminada la época de deshielo y durante el verano. La verticalidad del barranco hace que las lluvias intensas provoquen riadas y subidas repentinas (en pocos minutos) del cauce del río Bellos, otro factor de riesgo a tener en cuenta.